# Saverio Mercadante
Giuseppe Saverio Raffaele Mercadante (Altamura, Reino de Nápoles, bautizado el 17 de septiembre de 1795 - Nápoles, Reino de Italia, 17 de diciembre de 1870) fue un compositor italiano, especialmente conocido por sus óperas.

## Biografía

### Primeros años
Nacido en Altamura, cerca de Bari en Apulia, se desconoce la fecha exacta del nacimiento. Desde un principio mostró interés por la música, estudiando flauta, violín y composición en el Conservatorio de Nápoles, y organizando conciertos para sus compatriotas. El estímulo de Gioacchino Rossini (quien habló directamente con el director del Conservatorio, Nicola Zingarelli, a quien le comentó: "Mis condolencias, Maestro, tu joven alumno comienza donde nosotros terminamos"), le trajo éxito en la composición. En 1817 fue director de la orquesta del Conservatorio, componiendo sinfonías y conciertos para varios instrumentos, entre ellos seis conciertos para flauta escritos entre 1818 y 1819, las partituras de los cuales se hallan en el Conservatorio de Nápoles, donde fueron interpretadas por primera vez con él como solista.
El aprecio de Rossini le llevó a la composición de óperas, donde consiguió un éxito notable, en particular con Violenza e Constanza, en 1820, y Elisa e Claudio, en 1821, la cual resurgió en diversas ocasiones a lo largo del siglo XX. Trabajó durante un tiempo en Viena, Madrid, Cádiz y Lisboa, regresando a Italia en 1831.

### Regreso a Italia en 1831
Cuando Mercadante volvió a Italia tras vivir en España y Portugal, la música de Vincenzo Bellini reinaba de manera suprema en Nápoles y empezaba a abrirse camino la de Gaetano Donizetti. El estilo de Mercadante comenzó a cambiar con la presentación de 'I Normanni a Parigi' en el Teatro Regio de Turín en 1832: fue con esta partitura cuando Mercadante entró en el proceso de desarrollo en su dramaturgia musical, la cual, en algunos aspectos, deja entrever los caminos que pronto recorrerá Verdi cuando lance, a partir de 1837, los trabajos de su madurez artística: las llamadas 'óperas reformadas'. 
Fue invitado por Rossini a ir a París en 1836, donde compondría I Briganti para Giulia Grisi, Giovanni Battista Rubini, Tamburini y Luigi Lablache, quienes solían trabajar para Bellini. Además, tuvo la oportunidad de escuchar óperas de Giacomo Meyerbeer y Halévy que le transmitirían una fuerte influencia, especialmente La Juive de Halévy.
Después de volver a Italia, compuso algunos de sus trabajos más importantes, Il Giuramento, que fue estrenado en noviembre de 1837 en La Scala de Milán. Una sorprendente e innovadora característica fue notoria en esta ópera: el final de la era del bel canto.
También obtuvo bastante éxito Elena da Feltre, compuesta en 1838 (un año antes de la primera ópera de Verdi) y estrenada en enero de 1839, escrita para Francesco Florimo. Pero al cabo del tiempo, en el primer plano de los compositores activos en Italia, fue superado por Giovanni Pacini con Saffo y Giuseppe Verdi con unas cuantas óperas, especialmente Ernani.

### Últimos trabajos
Algunas de sus obras posteriores, ante todo Orazi e Curiazi, obtuvieron bastante éxito. Muchas representaciones de sus óperas sucedieron a lo largo del siglo XIX, y hay anotaciones de que algunas de ellas llegaron más lejos que las óperas tempranas de Verdi en torno a aquella época. 
Al cabo de su vida generó más trabajos instrumentales que muchos de los compositores contemporáneos de óperas debido a su preocupación durante toda su vida por la orquestación, y desde 1840 fue nombrado director del Conservatorio de Nápoles por treinta años. Su vista comenzó a fallar a partir de los sesenta años, y en 1863 se quedó casi completamente ciego. 
En las décadas posteriores a su muerte, su obra fue olvidada en gran parte, pero se ha reactivado ocasionalmente, sobre todo desde la Segunda Guerra Mundial, aunque no ha conseguido la popularidad de sus contemporáneos Gaetano Donizetti y Vincenzo Bellini.
Fuera del terreno operístico destaca un bello concierto para clarinete en si bemol mayor, que es quizás una de sus obras más conocidas, y un concierto para flauta y orquesta en mi menor. El flautista solista francés Jean-Pierre Rampal grabó varias veces dicho concierto, el cual desde entonces ha ganado cierta popularidad para el resto de flautistas en la actualidad.

## Óperas
| Título                                                 | Libretista                                 | Fecha de estreno         | Ciudad, teatro                                            | Notas |
| ------------------------------------------------------ | ------------------------------------------ | ------------------------ | --------------------------------------------------------- | --- |
| L'apoteosi d'Ercole                                    | Giovanni Schmidt                           | 19 de agosto de 1819     | Nápoles, Teatro San Carlo                                 | |
| Violenza e costanza, ossia I falsi monetari            | Andrea Leone Tottola                       | 19 de enero de 1820      | Nápoles, Teatro Nuovo                                     | Revisión: Il castello dei spiriti: Lisboa, Teatro privado del Barón Quintella en Laranjeiras, 14 de marzo de 1825                                                                 |
| Anacreonte in Samo                                     | Giovanni Schmidt                           |                          | Nápoles, Teatro San Carlo                                 | |
| Il geloso ravveduto                                    | Bartolomeo Signorini                       | octubre de 1820          | Roma, Teatro Valle                                        | |
| Scipione in Cartagine                                  | Jacopo Ferretti                            |                          | Roma, Teatro Argentina                                    | |
| Maria Stuarda, regina di Scozia                        | Gaetano Rossi                              | 29 de mayo de 1821       | Bolonia, Teatro Comunale                                  | |
| Elisa e Claudio, ossia L'amore protetto dall'amicizia  | Luigi Romanelli                            | 30 de octubre de 1821    | Milán, Teatro de La Scala                                 | |
| Andronico                                              | Giovanni Kreglianovich (Dalmiro Tindario)  | 26 de diciembre de 1821  | Venezia, Teatro La Fenice                                 | |
| Il posto abbandonato, ossia Adele ed Emerico           | Felice Romani                              | 21 de septiembre de 1822 | Milán, Teatro de La Scala                                 | |
| Amleto                                                 |                                            | 26 de diciembre de 1822  | Milán, Teatro de La Scala                                 | |
| Alfonso ed Elisa                                       |                                            | 26 de diciembre de 1822  | Mantua, Teatro Sociale                                    | Revisión: Aminta ed Argira: Reggio Emilia, Teatro Comunale, 23 de abril de 1823                                                                                                   |
| Didone abbandonata                                     | Andrea Leone Tottola                       | 18 de enero de 1823      | Turín, Teatro Regio                                       | |
| Gli sciti                                              | Andrea Leone Tottola                       | 18 de marzo de 1823      | Nápoles, Teatro San Carlo                                 | |
| Costanzo ed Almeriska                                  | Andrea Leone Tottola                       | 22 de noviembre de 1823  | Nápoles, Teatro San Carlo                                 | |
| Gli amici di Siracusa                                  | Jacopo Ferretti                            | 7 de febrero de 1824     | Roma, Teatro Argentina                                    | |
| Doralice                                               |                                            | 18 de septiembre de 1824 | Viena, Kärntnertortheater                                 | |
| Le nozze di Telemaco ed Antiope                        | Calisto Bassi                              |                          | Viena, Kärntnertortheater                                 | Pastiche, con música di otros autores |
| Il podestà di Burgos, ossia Il signore del villaggio   | Calisto Bassi                              | 20 de noviembre de 1824  | Vienna, Kärntnertortheater                                | Con el título Il signore del villaggio: Nápoles, Teatro del Fondo, 28 de mayo de 1825 (en dialecto napolitano) Con el título Eduardo ed Angelica: Nápoles, Teatro del Fondo, 1828 |
| Nitocri                                                | Lodovico Piossasco Feys                    | 26 de diciembre de 1824  | Turín, Teatro Regio                                       | Con recitativos de Apostolo Zeno |
| Ipermestra                                             | Luigi Ricciuti                             | 29 de diciembre de 1825  | Nápoles, Teatro San Carlo                                 | |
| Erode, ossia Marianna                                  | Luigi Ricciuti                             | 27 de diciembre de 1825  | Venecia, Teatro La Fenice                                 | |
| Caritea, regina di Spagna                              | Paolo Pola                                 | 21 de febrero de 1826    | Venecia, Teatro La Fenice                                 | |
| Ezio                                                   | Lodovico Piossasco Feys                    | 2 de febrero de 1827     | Turín, Teatro Regio                                       | |
| Il montanaro                                           | Felice Romani                              | 16 de abril de 1827      | Milán, Teatro de La Scala                                 | |
| La testa di bronzo                                     | Felice Romani                              | 3 de diciembre de 1827   | Lisboa, Teatro privado del Barón Quintella en Laranjeiras | |
| Adriano in Siria                                       | Antonio Profumo                            | 24 de febrero de 1828    | Lisboa, Teatro de São Carlos                              | |
| Gabriella di Vergy                                     | Antonio Profumo                            | 8 de agosto de 1828      | Lisboa, Teatro de São Carlos                              | Revisión con testo de Giovanni Emanuele Bidera: Génova, Teatro Carlo Felice, 16 de junio de 1832                                                                                  |
| La rappresaglia                                        | Cesare Sterbini                            | 21 de febrero de 1829    | Cádiz, Teatro Principal                                   | |
| Don Chisciotte alle nozze di Gamaccio                  | Stefano Ferrero                            | 10 de febrero de 1830    | Cádiz, Teatro Principal                                   | |
| Francesca da Rimini                                    | Felice Romani                              | 30 de julio de 2016      | Martina Franca, Festival della Valle d'Itria              | Compuesta en 1830, estreno póstumo |
| Zaira                                                  | Felice Romani                              | 31 de agosto de 1831     | Nápoles, Teatro San Carlo                                 | |
| I normanni a Parigi                                    | Felice Romani                              | 7 de febrero de 1832     | Turín, Teatro Regio                                       | |
| Ismalia, ossia Amore e morte                           | Felice Romani                              | 27 de octubre de 1832    | Milán, Teatro de La Scala                                 | |
| Il conte di Essex                                      | Felice Romani                              | 10 de marzo de 1833      | Milán, Teatro de La Scala                                 | |
| Emma d'Antiochia                                       | Felice Romani                              | 8 de marzo de 1834       | Venecia, Teatro La Fenice                                 | |
| Uggero il danese                                       | Felice Romani                              | 11 de agosto de 1834     | Bérgamo, Teatro Riccardi                                  | |
| La gioventù di Enrico V                                | Felice Romani                              |                          | Milán, Teatro de La Scala                                 | |
| I due Figaro                                           | Felice Romani                              | 26 de enero de 1835      | Madrid, Teatro del Príncipe                               | Compuesta en 1826 |
| Francesca Donato, ossia Corinto distrutta              | Felice Romani                              | 14 de febrero de 1835    | Turín, Teatro Regio                                       | Revisión con texto de Salvatore Cammarano: Teatro San Carlo, Nápoles, 5 de enero de 1845                                                                                          |
| I briganti                                             | Jacopo Crescini                            | 22 de marzo de 1836      | París, Théâtre Italien                                    | Revisión: Milán, Teatro de La Scala, 6 de noviembre de 1837 |
| Il giuramento                                          | Gaetano Rossi                              | 11 de marzo de 1837      | Milán, Teatro de La Scala                                 | Con el título Amore e dovere: Roma, 1839 |
| Le due illustri rivali                                 | Gaetano Rossi                              | 10 de marzo de 1838      | Venecia, Teatro La Fenice                                 | Revisión: Milán, Teatro de La Scala, 26 de diciembre de 1839 |
| Elena da Feltre                                        | Salvatore Cammarano                        | 1 de enero de 1839       | Nápoles, Teatro San Carlo                                 | |
| Il bravo, ossia La veneziana                           | Gaetano Rossi y Marco Marcelliano Marcello | 9 de marzo de 1839       | Milán, Teatro de La Scala                                 | |
| La vestale                                             | Salvatore Cammarano                        | 10 de marzo de 1840      | Nápoles, Teatro San Carlo                                 | Con el título Emilia: Roma, otoño de 1842 Con el título San Camillo: Roma, 1851                                                                                                   |
| La solitaria delle Asturie, ossia La Spagna ricuperata | Felice Romani                              | 12 de marzo de 1840      | Venecia, Teatro La Fenice                                 | |
| Il proscritto                                          | Salvatore Cammarano                        | 4 de enero de 1842       | Nápoles, Teatro San Carlo                                 | |
| Il reggente                                            | Salvatore Cammarano                        | 2 de febrero de 1843     | Turín, Teatro Regio                                       | Revisión: Trieste, 11 de noviembre de 1843 |
| Leonora                                                | Marco D'Arienzo                            | 5 de diciembre de 1844   | Nápoles, Teatro Nuovo                                     | Revisión: I cacciatori delle Alpi, Mantua, 1859 |
| Il Vascello de Gama                                    | Salvatore Cammarano                        | 6 de marzo de 1845       | Nápoles, Teatro San Carlo                                 | |
| Orazi e Curiazi                                        | Salvatore Cammarano                        | 10 de noviembre de 1846  | Náples, Teatro San Carlo                                  | |
| La schiava saracena, ovvero Il campo dei crociati      | Francesco Maria Piave                      | 26 de diciembre de 1848  | Milán, Teatro de La Scala                                 | Revisión: Teatro San Carlo, Nápoles, 29 de octubre de 1850 |
| Medea                                                  | Salvatore Cammarano y Felice Romani        | 1 de marzo de 1851       | Nápoles, Teatro San Carlo                                 | |
| Statira                                                | Domenico Bolognese                         | 8 de enero de 1853       | Nápoles, Teatro San Carlo                                 | |
| Violetta                                               | Marco D'Arienzo                            | 10 de enero de 1853      | Nápoles, Teatro Nuovo                                     | |
| Pelagio                                                | Marco D'Arienzo                            | 12 de febrero de 1857    | Nápoles, Teatro San Carlo                                 | |
| Virginia                                               | Salvatore Cammarano                        | 7 de abril de 1866       | Nápoles, Teatro San Carlo                                 | Compuesta entre diciembre de 1849 y marzo de 1850 |
| L'orfano di Brono, ossia Caterina dei Medici           | Salvatore Cammarano                        |                          |                                                           | Inacabada, sólo el primer acto. Compuesta en 1869/1870 |